# Kenshi Yonezu
Kenshi Yonezu (米津 玄師, Yonezu Kenshi; Tokushima, 10 de março de 1991) é um músico, cantor, compositor, produtor e ilustrador japonês que começou a lançar a música Vocaloid sob o nome artístico Hachi (ハ チ) em 2009. Em 2012, ele estreou sob seu nome real, lançando música com sua própria voz.

## Biografia

### Início de carreira
Kenshi Yonezu nasceu em 10 de março de 1991, na parte rural de Tokushima, no Japão, de uma família pobre. Quando criança, Yonezu achou difícil se comunicar com outras pessoas, especialmente com o pai. Yonezu normalmente achava que sua mãe o entendia.
A primeira incursão de Yonezu na música foi em 2006, durante seu segundo ano do ensino médio, onde formou uma banda com seu amigo Hiroshi Nakajima, chamado Late Rabbit Edda, para tocar no festival cultural da escola. Ele trabalhou como vocalista, compositor e guitarrista ocasional, enquanto Nakajima era o guitarrista. No final de 2007, ele criou um site para a banda, publicando letras de músicas e pequenos romances. Yonezu escreveu músicas para a banda e, entre abril de 2008 e março de 2009, enviou 24 músicas originais para o site de compartilhamento de vídeos Nico Nico Douga, usando o nome Hachi. Nenhuma das músicas foi amplamente vista, com o maior, "Belzebu", recebendo apenas 23.000 visualizações. Yonezu criou seu blog nesse período e o chamou Tekitō Edda (適当 EDDA).
Yonezu mudou-se para Osaka após o colegial e começou a frequentar uma escola de artes plásticas. Enquanto estudante, ele começou a enviar músicas usando o software Vocaloid Hatsune Miku, que eram cada vez mais populares. Sua música de 2009 "Musunde Hiraite Rasetsu to Mukuro" (結ンデ開テテト骸) foi sua primeira música a receber mais de 1.000.000 visualizações no site. Embora Yonezu tenha carregado mais de 30 músicas cantadas por ele, ele as excluiu quando suas músicas Vocaloid se tornaram mais populares. Yonezu renomeou seu blog Denshi-chō Hachibangai (番帖八番, "Electronic Notebook 8th Avenue") e foi um dos cinco blogs premiados com o Diamond Award no WebMoney Awards de 2009.
Em dezembro de 2009, a música "Clock Lock Works" de Yonezu foi apresentada em um álbum de compilação do Exit Tunes, Supernova, a primeira vez que uma música dele apareceu em um álbum. Em janeiro, "Musunde Hiraite Rasetsu to Mukuro" foi apresentado no feito Vocalolegend. Hatsune Miku, segundo álbum de compilação dos 10 melhores da Orit, do Exit Tunes. Yonezu lançou dois álbuns autoproduzidos em 2010: Hanataba to Suisō em fevereiro e Official Orange em novembro. Em 2010 e 2011, as músicas de Yonezu foram apresentadas em muitos álbuns do Exit Tunes, incluindo o Vocalonexus feat. Hatsune Miku, que foi o segundo álbum do Vocaloid a alcançar o número um na parada de álbuns da Oricon.  Suas músicas foram apresentadas nos jogos Hatsune Miku: Projeto DIVA Extend (2011) e Hatsune Miku: Projeto DIVA F (2012) e no concerto de Hatsune Miku Miku no Hi Dankanshasai (2012), que se tornou o primeiro número um em DVD / Blu raio para um cantor virtual. Na conta Nico Nico de Hachi, sete de suas músicas foram vistas mais de 1.000.000 de vezes, incluindo a música "Matryoshka", que alcançou 5.000.000 de visualizações em 2012.
Em abril de 2010, Yonezu se juntou ao coletivo de animação Minakata Kenkyūjo (Laboratory 研究所, "Laboratório Minakata"), um grupo com o qual ele trabalhava desde o vídeo "Clock Lock Works", em novembro de 2009. Em 23 de janeiro de 2011, Yonezu enviou seu último vídeo do Hachi Vocaloid por aproximadamente três anos.
O Late Rabbit Edda permaneceu ativo até 2010. Eles foram renomeados para Ernst Eckman e adicionaram um baterista chamado Sumimoto à sua formação. Como Ernst Eckman, eles lançaram uma música no MySpace, "Oborozuki to Sono Kōan" ("Crescent Moon e esse plano"). Yonezu começou a sentir que não funcionava bem com outras pessoas e decidiu trabalhar sozinho exclusivamente nas músicas do Vocaloid, desistindo de fazer parte de uma banda.

### Estréia na gravadora principal
Em março de 2011, Yonezu e sete outros músicos criaram o Balloom, uma gravadora independente de músicos da Internet para ampliar suas oportunidades musicais. Seu álbum de estreia, lançado em 2012, Diorama, estreou no número 6 e vendeu mais de 45.000 cópias, tornando-se o maior lançamento do selo até hoje. O álbum foi um dos vencedores do 5.º CD Shop Awards, um prêmio votado pelo pessoal da loja de música. Yonezu foi escolhido como grande artista de gravadoras da Universal Sigma e estreou em maio de 2013 com o single "Santa Maria". Ele fez a mudança para trabalhar com músicos fazendo coisas semelhantes às dele.
Em 28 de outubro de 2013, Yonezu lançou sua primeira música Vocaloid em dois anos e meio, "Donut Hole" (Dōnatsu Hōru), usando uma banda ao vivo e o vocal Gumi. Kenshi Yonezu lançou seu segundo álbum, Yankee, em 23 de abril de 2014, seguido pelo primeiro show em sua carreira, em 27 de junho. A música de Yonezu "Eine Kleine" foi escrita para o metrô de Tóquio para ser usada em sua campanha comercial de 2014.
Yonezu continuou a crescer em popularidade com o lançamento dos álbuns Bremen em 2015 e Bootleg em 2017. Impulsionado pelos singles "Uchiage Hanabi", "Loser", "Orion" e "Peace Sign", Bootleg ganhou o álbum do ano na 60.º Japan Record Awards e atirou em Yonezu para o estrelato nacional.
Em 31 de dezembro de 2018, Yonezu fez sua estreia na televisão ao vivo no 69.º NHK Kōhaku Uta Gassen, a extravagância anual do final do ano e um dos programas de música mais prestigiados do Japão. Ele realizou seu hit de Lemon em 2018 ao vivo de Tokushima, sua terra natal, marcando a primeira vez que um segmento do Kōhaku Uta Gassen foi transmitido pela prefeitura de Tokushima. As músicas Uchiage Hanabi e Paprika, ambas produzidas por Yonezu, também foram apresentadas no evento.
Em 2019, "Machigaisagashi", escrito por Kenshi e cantado por Masaki Suda, ocupa o sexto lugar na parada de final de ano da Billboard no Japão, enquanto o "Uma to Shika" de Kenshi ocupa o sexto lugar. [34] Essas canções de sucesso os ajudam a ganhar o prêmio especial no 61.º Japan Record Awards. "Machigaisagashi" também ganhou o Melhor Vídeo Pop em 2019 no MTV Video Music Awards Japan. Paprika de Foorin, escrita por Kenshi, venceu o Grand Prix no 61.º Japan Record Awards, faz de Foorin o vencedor mais jovem da história do prêmio.
Uma música chamada Kite, co-escrita por Kenshi, serviu como tema da cobertura da NHK nos Jogos Olímpicos de Verão de 2020.

## Arte
Yonezu escreve e compõe todas as suas músicas. Em suas músicas do Vocaloid e no seu álbum independente Diorama, ele também organizou, programou, mixou e tocou todos os instrumentos sozinho. Quando ele se mudou para a Universal, Yonezu começou a trabalhar com uma banda para tocar sua música. Yonezu considera as grandes bandas japonesas Bump of Chicken, Asian Kung-Fu Generation e Radwimps grandes influências em seu trabalho, e os autores japoneses Kenji Miyazawa e Yukio Mishima em suas letras. Como ilustrador, ele se sente inspirado pelas ilustrações de Edward Gorey. Yonezu geralmente compõe músicas no violão, mas também ocasionalmente usa bateria para elaborar uma melodia.
Yonezu separa sua carreira musical em duas, lançando músicas usando Vocaloids como Hachi e músicas usando sua própria voz como Kenshi Yonezu. Ele sente que a música feita como Hachi foi criada para a comunidade Nico Nico Douga, enquanto as músicas com seu nome real não têm uma ligação tão forte. Embora ele não quisesse gravar covers de suas músicas do Vocaloid durante as sessões de Diorama (2012), ele sentiu a diferença entre as músicas de Kenshi Yonezu e as canções de Hachi durante as sessões de Yankee (2014), e gravou uma auto-capa de "Donut Hole".
"Suna no Wakusei" (砂 の 惑星) (oficialmente "DUNE" em inglês) é uma música composta e arranjada por Hachi após sua longa ausência na cena musical VOCALOID desde seu trabalho anterior, "Donut Hole". Esta é uma música tema para Hatsune Miku Magical Mirai 2017 e destaque no "Álbum Oficial da Magical Mirai 2017". Ele entrou no Hall of Legend on Niconico e rapidamente ultrapassou 1 milhão de visualizações no YouTube logo após o upload.
Ele trabalhou como produtor para outros músicos várias vezes. A primeira música que ele compôs e arranjou foi "Nilgiri" (ニ ル ギ リ) do cantor de Internet Lasah em 2010. Ele compôs e produziu a música "Escape Game" (Escape ス ケ ー プ ゲ ム) para a cantora de anime LiSA em seu mini-álbum Letters to U (2011). Ele também trabalhou em um remix para a música-tema final do anime Anohana: A Flor que Vimos Aquele Dia, "Base Secreta (Kimi ga Kureta Mono) (Aqueles Dizzy Days Ver.)", Lançada em 2013.
Apesar de realizar uma performance ao vivo on-line no Ustream todos os meses, o Yonezu não se apresenta ao vivo com frequência. Sua banda do ensino médio, Late Rabbit Edda, se apresentou ao vivo uma vez em 26 de agosto de 2008, e se inscreveu para se apresentar no concurso de música adolescente Senkō Riot. A banda passou a rodada da fita demo, mas não conseguiu passar pelo julgamento ao vivo do estúdio e chegar à competição final ao vivo. Yonezu também se apresentou como Hachi em vários eventos Vocaloid. Apesar de estrear sua carreira solo em 2012, ele não realizou nenhuma performance ao vivo por dois anos. Seu primeiro show foi planejado para 27 de junho de 2014, dois meses após o lançamento do Yankee.
Yonezu ilustrou todos os seus primeiros vídeos de Nico Nico Douga, usando um scanner ou uma mesa digitalizadora para desenhar imagens. Quando seus pais compraram um computador quando ele tinha 10 anos, Yonezu fez e enviou vídeos de animação em flash para músicas de Bump of Chicken na Internet. Ele continuou a ilustrar para seu álbum Diorama, criando os videoclipes e a arte da capa por ele mesmo, e com a ajuda de colegas de Minakata Kenkyūjo. Seus lançamentos da Universal também apresentaram suas próprias obras de arte. Yonezu usa principalmente o Adobe Photoshop Elements, o Adobe After Effects e o Corel Painter Essentials para animação. As ilustrações de Yonezu se tornaram um recurso da revista de música Rockin 'On Japan a partir da edição de agosto de 2013. Sua peça, chamada Kaijū Zukan (Index Picture じ ゅ う ず か, "Índice de Imagens de Monstros"), apresenta criaturas fictícias que Yonezu desenhou.
Para criar músicas, o Yonezu usa o software de música Cakewalk Sonar. Quando ele começou a criar música Vocaloid, ele usou o software Vocaloid 2 e os vocais de Hatsune Miku exclusivamente. No entanto, em 2010, Yonezu começou a usar Megurine Luka e Gumi em suas músicas também. Seu álbum Hanataba to Suisō apresenta apenas Hatsune Miku, enquanto Official Orange apresenta Hatsune Miku, Megurine Luka, Gumi, além de seus próprios vocais na música "Yūen Shigai (市街 市街," Amusement City Streets ").

## Discografia
- Diorama (2012)
- Yankee (2014)
- Bremen (2015)
- Bootleg (2017)
- Stray Sheep (2020)

## Prêmios e indicações
| Ano  | Prêmio                                | Categoria                    | Trabalho indicado                                 | Resultado | Ref.   |
| ---- | ------------------------------------- | ---------------------------- | ------------------------------------------------- | --------- | ------ |
| 2013 | CD Shop Awards                        | Finalist Award               | Diorama                                           | Venceu    | [ 1 ]  |
| 2015 | CD Shop Awards                        | Finalist Award               | Yankee                                            | Venceu    | [ 2 ]  |
| 2015 | Japan Record Awards                   | Excellent Album Award        | Bremen                                            | Venceu    | [ 3 ]  |
| 2016 | Space Shower Music Awards             | Best Male Artist             |                                                   | Indicado  | [ 4 ]  |
| 2016 | CD Shop Awards                        | Finalist Award               | Bremen                                            | Venceu    | [ 5 ]  |
| 2017 | Space Shower Music Awards             | Best Male Artist             |                                                   | Indicado  | [ 6 ]  |
| 2017 | Crunchyroll Anime Awards              | Best Opening                 | "Peace Sign" (do anime My Hero Academia Season 2) | Venceu    | [ 7 ]  |
| 2018 | Japan Record Awards                   | Special Award                |                                                   | Venceu    | [ 8 ]  |
| 2018 | Japan Record Awards                   | Album of the Year            | Bootleg                                           | Venceu    | [ 8 ]  |
| 2018 | Billboard Japan Music Awards          | Artist of the year           |                                                   | Venceu    | [ 9 ]  |
| 2018 | Japan Gold Disc Award                 | Song of the Year by Download | "Uchiage Hanabi" (with Daoko)                     | Venceu    | [ 10 ] |
| 2018 | Space Shower Music Awards             | Song of the Year             | "Uchiage Hanabi" (with Daoko)                     | Venceu    | [ 11 ] |
| 2018 | Space Shower Music Awards             | Best Male Artist             |                                                   | Venceu    | [ 11 ] |
| 2018 | Space Shower Music Awards             | Best Collaboration           | "Haiiro to Ao" (with Masaki Suda)                 | Venceu    | [ 11 ] |
| 2018 | CD Shop Awards                        | Grand Prize                  | Bootleg                                           | Venceu    | [ 12 ] |
| 2018 | MTV Video Music Awards Japan          | Best Video of the Year       | "Lemon"                                           | Venceu    | [ 13 ] |
| 2018 | MTV Video Music Awards Japan          | Best male video              | "Lemon"                                           | Venceu    | [ 13 ] |
| 2018 | Television Drama Academy Awards       | Best Theme Song              | "Lemon"                                           | Venceu    | [ 14 ] |
| 2018 | International Drama Festival in Tokyo | Theme Song Award             | "Lemon"                                           | Venceu    | [ 15 ] |
| 2019 | Space Shower Music Awards             | Song of the Year             | "Lemon"                                           | Venceu    | [ 16 ] |
| 2019 | Space Shower Music Awards             | Best Male Artist             |                                                   | Venceu    | [ 16 ] |
| 2019 | Television Drama Academy Awards       | Best Theme Song              | "Uma to Shika"                                    | Venceu    | [ 17 ] |
| 2019 | Japan Record Awards                   | Special Award                |                                                   | Venceu    | [ 18 ] |
| 2020 | Japan Gold Disc Award                 | Special Awards               |                                                   | Venceu    | [ 19 ] |
| 2020 | Space Shower Music Awards             | BEST MALE ARTIST             |                                                   | Venceu    | [ 20 ] |